# Petrocodon lui
Petrocodon lui är en tvåhjärtbladig växtart som först beskrevs av Yan Liu och W.B. Xu, och fick sitt nu gällande namn av A. Weber och Mich. Möller. Petrocodon lui ingår i släktet Petrocodon och familjen Gesneriaceae. Inga underarter finns listade i Catalogue of Life.